# Euciroa galatheae
Euciroa galatheae is een tweekleppigensoort uit de familie van de Euciroidae. De wetenschappelijke naam van de soort is voor het eerst geldig gepubliceerd in 1956 door Dell.